# Jan Cameron (entrenadora)
Janice Gabrielle Cameron (anteriormente Talbot y nacida Murphy; Sídney, 1947-Australia, 30 de abril de 2018) fue una nadadora, entrenadora deportiva y medallista olímpica australiana especializada en pruebas de estilo libre, donde consiguió ser subcampeona olímpica en 1964 en los 4x100 metros estilo libre.
Ganó una medalla de plata en los Juegos Olímpicos de Tokio, Japón en 1964 y tres medallas en 1966 en los Juegos del Imperio Británico y de la Commonwealth en Jamaica. Entrenadora con su esposo Don Talbot en Australia, Canadá y en los Estados Unidos y posteriormente se mudaron a Nueva Zelandia, donde trabajó como entrenadora y administradora deportiva hasta 2011. De mayo de 2013 hasta febrero de 2017, fue entrenadora del equipo paralímpico de natación bajo USC Club de Natación Espartanos dependiendo de la Universidad de Sunshine Coast en Queensland y fue entrenadora del equipo paralímpico Nacional de Australia de febrero de 2017 hasta su muerte.

## Sus inicios
Janice Murphy nació en Sídney, la mayor de tres niños. Sus dos hermanos fueron destacados jugadores de rugby. Asistió al Rosebank College.

## Carrera en la alta competencia de natación
La carrera de Murphy se sobrepuso al miembro del equipo australiano de natación, Dawn Fraser. Murphy ganó en los Juegos Olímpicos de Tokio 1964 ganó la medalla de plata en los relevos de 4x100 metros estilo libre, con un tiempo 4:06.9 segundos, 3.1 segundos detrás de Estados Unidos (oro) y por delante de Países Bajos (bronce); sus compañeras de equipo fueron las nadadoras: Robyn Thorn, Lynette Bell y Dawn Fraser. Subsecuentemente se agregó al equipo de natación de Forbes Carlile's trabajando con Don Talbot. En los juegos de 1966 de la Commonwealth en Kingston, Jamaica, ganó dos medallas de plata en las 440 yardas individual combinados con el estilo libre y medalla de bronce en 110 yardas en estilo libre.

## Carrera como entrenadora
Después de los Juegos Olímpicos de Tokio, inició como entrenadora de estudiantes en the Wollongong Teacher's College (ahora the University of Wollongong). Mientras estudiaba se preparaba como entrenadora, obtuvo su primer trabajo como entrenadora en 1968 en un pequeño club de natación en Port Kembla. Después de su graduación, tomo esta actividad de tiempo completo.
Estuvo como entrenador del equipo de natación australiano paralímpico en 1972 en Heidelberg, con un trabajo notable con Pauline English que sería mánager en los paralímpicos de Toronto en 1976. Trabajó como asistente del entrenador Talbot, su primer esposo, en Canadá, Estados Unidos y Australia. Cuando estuvo en Canadá, completó con honores su preparación en Educación Física y recibió un Masters en Ciencias de Entrenamiento por Lakehead University.
Se mudó a Nueva Zelanda con Kevin Cameron, su segundo esposo y en 1991 empezó a trabajar como entrenador en jefe para the North Shore Swimming Club, trabajando con poco dinero y sin recursos para atraer a Nueva Zelanda nadadores de élite. 
En 2001, Cameron empezó a trabajar como entrenadora nacional en el recién construido Millennium Institute of Sport and Health (now AUT Millennium) at the Auckland University of Technology, y en 2008 fue promovida como entrenadora general presentando nuevas opciones en la natación de Nueva Zelanda. En septiembre de 2011, fue reasignada de su posición por cerca de tres meses después de haberse liberado el reporte Ineson por Sport de Nueva Zelanda, quienes describían su alta cultara de  performance en la natación de Nueva Zelanda como "negativa" y "disfuncional". En una corta entrevista después de su reasignación, Cameron le comento al reportero que "tenia pobreza en su escritura, pobres hechos y basura" y describiendo partes del reportaje como "especulativos, opinión sin sustento y poner hechos". De 2011 a 2014 fue director/entrenador de Cameron Performance Compass, una compañía consultora de deportes fundada por ella.
Fue la entrenadora en jefe del equipo paralímpico de natación de l a Universidad de Sunshine Coast en Queensland de abril de 2014 a febrero de 2017, teniendo un papel de intermediario en mayo de 2013. De febrero de 2017 hasta su muerte, fue la entrenador Master del equipo nacional australiano para entrenadores deportivos PARA. También trabajo como comentarista de natación para Sky TV. Fue seleccionada como entrenadora del equipo australiano Para Pan Pacific para el campeonato de natación en 2015 y en el equipo que compitió en los Campeonatos Mundiales de natación. Fue la tercera mujer en Asutalia en ganar su licencia platino como entrenadora después que sus nadadoras ganaran diez medallas en los campeonatos mundiales de natación en 2015 realizados en Glasgow, Escocia. Fue entrenadora del equipo Australiano de natación en los juegos paralímpicos realizados en 2016 en Río de Janeiro, Brasil, siendo la entrenadora en jefe en 2018 en los Juegos de la costa de oro de la Commonwealth.

## Vida personal
Se casó con Don Talbot en 1973. La pareja tuvo un hijo, Scott Talbot-Cameron, que representó a Nueva Zelanda en los Juegos Olímpicos y tuvo una presentación para la élite del país en la escuadra de natación. Su matrimonio con Talbot terminó en 1989 y ella se casó con Kevin Cameron, director de la producción deportiva para Sky Television en Nueva Zelanda, en 1990. Ellos se conocieron en 1961 cuando Kevin Cameron tenía 14 años y estaba jugando rugby para Nueva Zelanda en el equipo de su escuela, que había realizado una gira por Australia. Fue alojado en casa de la familia Murphy y el hermano de ella jugaba en el equipo contrario. Los dos correspondieron por seis años después de su primer contacto y estuvieron brevemente comprometidos después que Jan Murphy se retirara de las Olimpíadas.

## Muerte
Cameron murió en Queensland el 30 de abril de 2018, a la edad de 70 años, de manera súbita.